# Pissonotus pylaon
Pissonotus pylaon är en insektsart som först beskrevs av George Willis Kirkaldy 1907.  Pissonotus pylaon ingår i släktet Pissonotus och familjen sporrstritar. Inga underarter finns listade i Catalogue of Life.